# 下奧地利州
下奧地利（德語：Niederösterreich）是奧地利面積最大的州（19,174平方公里），人口僅次於維也納州（1,888,776）。其与上奥地利、維也納州组成奥地利的历史核心地区。首府自1986年经公民表决选為聖波爾坦。在此之前，州政府一直设于首都维也纳（1922年前一直属于下奥地利州）。

## 友好省州
该州于2000年与中国浙江省结为友好省州。